# Centre for International Climate and Environmental Research
El Centre d'Investigació Climàtica Internacional, més conegut per la seva abreviació CICERO o pel seu nom en anglès Centre for International Climate and Environmental Research, és un centre d'investigació interdisciplinari per a la investigació climàtica i la ciència ambiental ubicat a Oslo, a Noruega. Va ser creat pel govern de Noruega l'any 1990. Està gestionat com una fundació independent, afiliada a la Universitat d'Oslo. L'actual directora és Kristin Halvorsen, antiga ministra de Finances.
CICERO té un paper nacional en la promoció del coneixement sobre el canvi climàtic i és reconegut internacionalment com a motor de comunicació innovadora sobre el clima. El director de recerca de CICERO, Jan S. Fuglestvedt, és vicepresident d'un dels grups de treball de l'IPCC (el Grup Intergovernamental sobre el Canvi Climàtic).

## Direcció
- Ted Hanisch (1990–1993)
- Helga Hernes (1993–1996)
- Knut H. Alfsen (1997–2002)
- Pål Prestrud (2002–2012)
- Cecilie Mauritzen (2012–2013)
- Kristin Halvorsen (2014–)